# Playa Girón
Playa Girón es una pequeña playa en la margen oriental de la Bahía de Cochinos, al centro sur de Cuba, que hoy es un centro turístico. Situada en uno de los mayores humedales del mundo, la Ciénaga de Zapata, pasó a la historia en 1961, cuando fue escogida como uno de los puntos de desembarco para la invasión de Bahía de Cochinos.
La invasión de 1500 exiliados cubanos, patrocinados por el gobierno de los Estados Unidos, fue derrotada por las Fuerzas Armadas Revolucionarias de Cuba. A lo largo de 72 horas, se desarrollaron combates en numerosos lugares de la Ciénaga de Zapata, siendo Playa Girón el último punto ocupado por los exiliados. Hoy existe allí un museo que recoge los detalles de aquel hecho histórico.

## Música

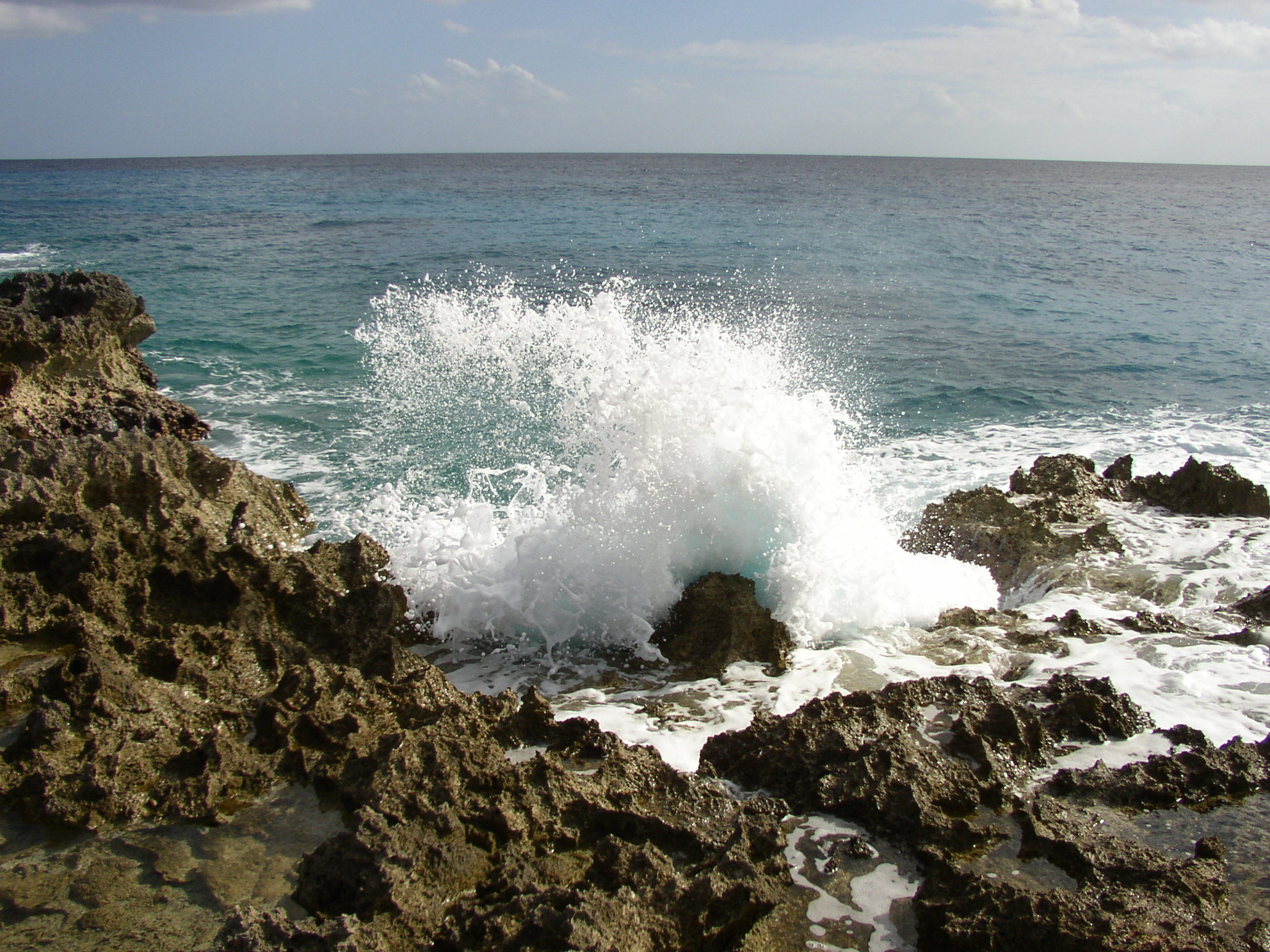
Acantilado en la costa de Playa Girón

El cantautor cubano Silvio Rodríguez compuso un tema titulado Playa Girón, dedicado a los pescadores de un barco  con este nombre en el que estuvo trabajando de 1969 a 1970. Dicha canción se incluiría posteriormente en el disco Días y Flores, publicado en 1975. Sin embargo, el tema Playa Girón tiene doble sentido. Se refiere tanto al barco como a la batalla ganada por los cubanos. No debe ser confundido con Preludio Girón, otra canción también de Silvio Rodríguez que trata el tema de la invasión de Bahía de Cochinos.
La cantautora cubana Sara González publicó en 1973 el tema Girón, la victoria, cuya letra glorifica los hechos acaecidos en la fallida invasión.
También en el año 2008 el grupo español Reincidentes utilizó la misma letra de Silvio Rodríguez en el disco América.

## Galería

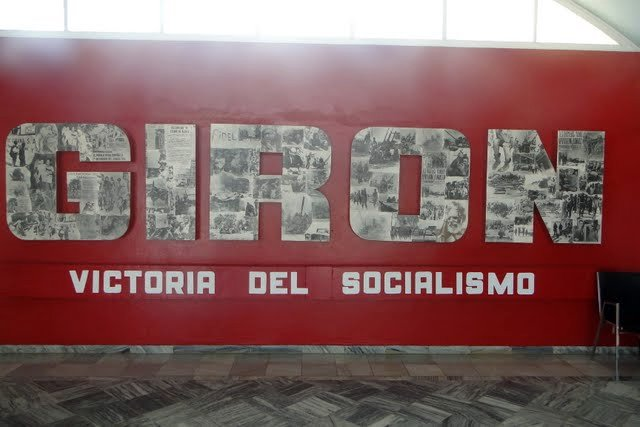
Cartel de propaganda política
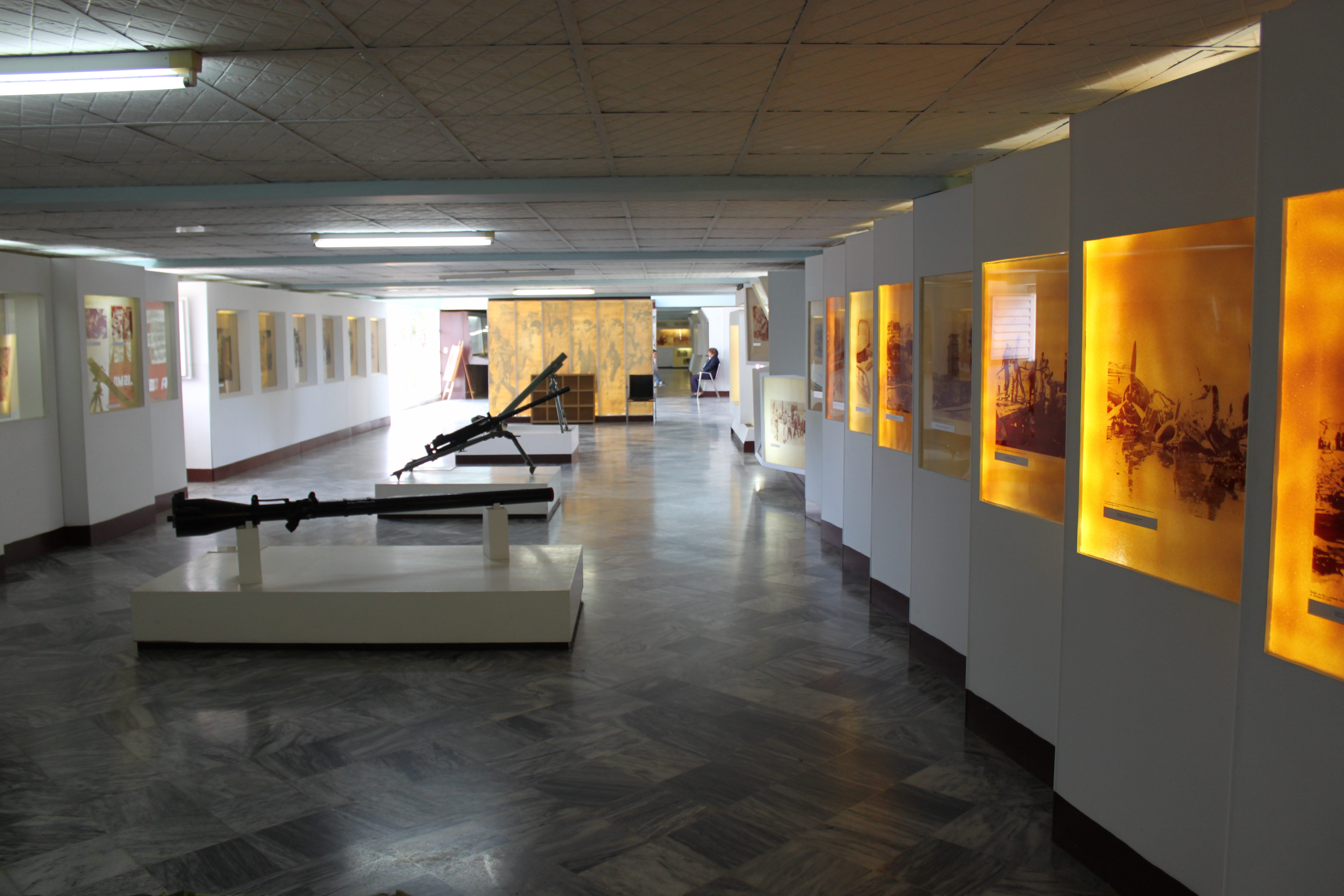
Vista del museo de Playa Girón
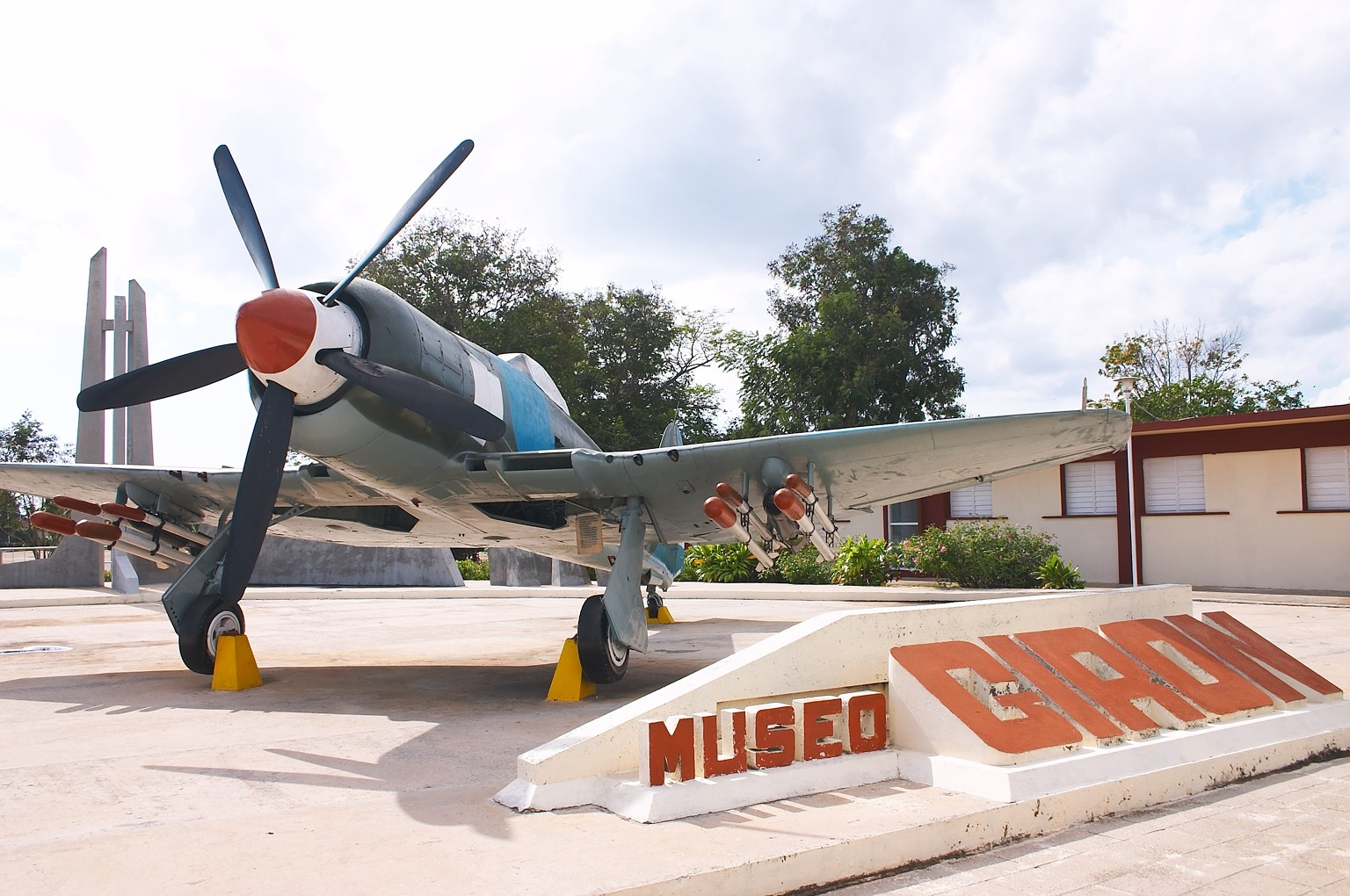
Hawker Sea Fury F 50 conservado en el Museo Girón, en 2006
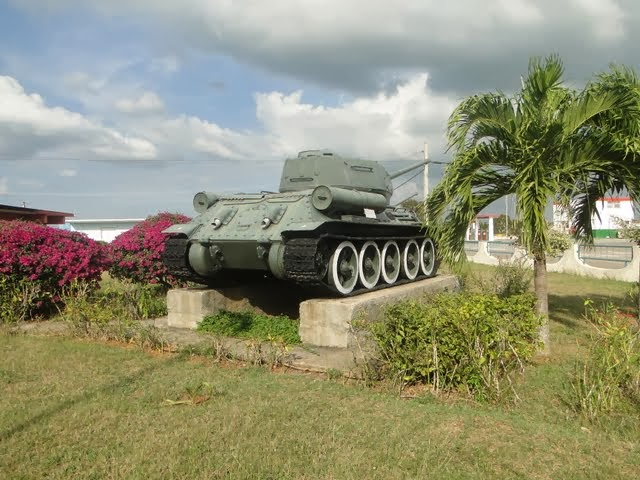
Tanque T-34, de fabricación soviética
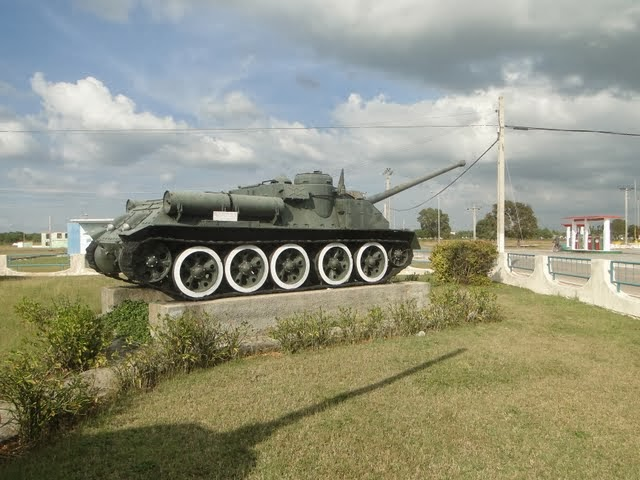
Cañón autopropulsado SU-100, de fabricación soviética
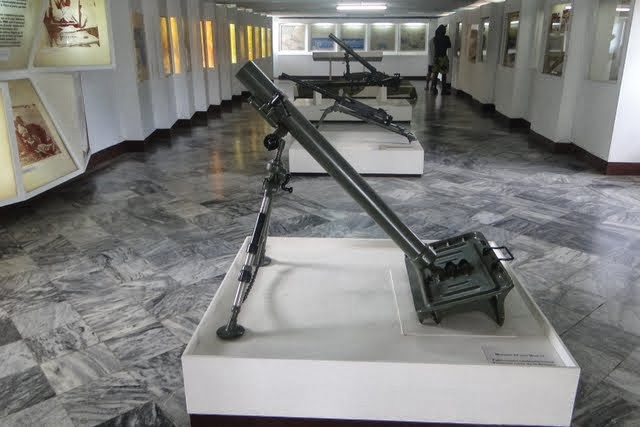
Mortero
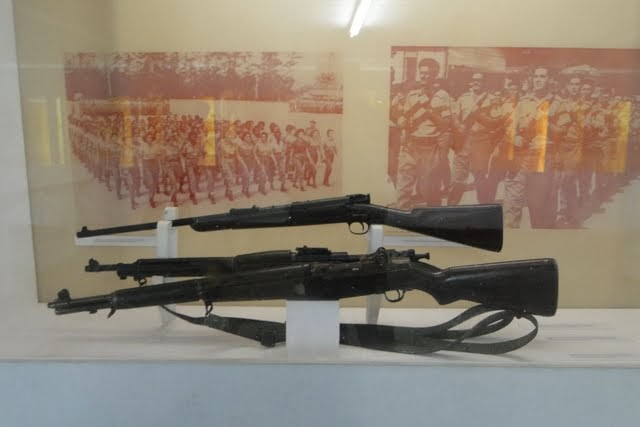
En el museo Playa Girón
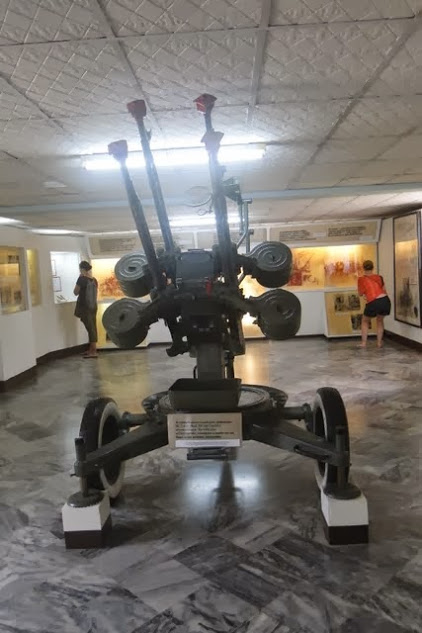
Afuste cuádruple de ametralladoras DShK